# Pièce britannique décimale d'un penny
La pièce de 1 penny est une pièce de monnaie en circulation au Royaume-Uni. Avec une valeur d'un centième de livre sterling (0,01 £), c'est la plus petite division de la livre en circulation. Elle a remplacé l'ancien penny le 15 février 1971, jour de la décimalisation du système monétaire britannique.

## Caractéristiques
La pièce mesure 20,3 mm de diamètre pour 1,65 mm d'épaisseur. Elle pèse 3,56 g. À l'origine en bronze, elle est frappée en acier plaqué cuivre depuis septembre 1992 en raison de la hausse des prix du métal, qui rendait la valeur nominale des pièces inférieure à la valeur du métal dont elles étaient composées.

## Dessin

Revers à la herse (1971 à 2007)

Depuis 1971, l'avers de la pièce représente le profil de la reine Élisabeth II, tourné vers la droite et entouré de l'inscription elizabeth ii d g reg f d, soit « Elizabeth II dei gratia regina fidei defensor » (« Élisabeth II, par la grâce de Dieu reine et défenseur de la foi »). Jusqu'en 1984, il s'agit du dessin d'Arnold Machin, sur lequel la reine porte la tiare « Girls of Great Britain and Ireland ». Il est remplacé en 1985 par un dessin de Raphael Maklouf sur lequel la reine porte le diadème d'État de Georges IV. Ce dessin est à son tour remplacé par celui de Ian Rank-Broadley (en) en 1998. La reine y porte de nouveau la tiare « Girls of Great Britain and Ireland ».
Le revers original représente une herse surmontée d'une couronne. Il est remplacé en 2008 par une partie des armoiries royales, suivant le modèle conçu par Matthew Dent. Il est nécessaire de réunir les six pièces de 1 penny à 50 pence pour former les armoiries complètes.